# Suzu
Suzu è una città giapponese della prefettura di Ishikawa.